# Japón en los Juegos Paralímpicos de Atenas 2004
Japón estuvo representado en los Juegos Paralímpicos de Atenas 2004 por un total de 162 deportistas, 108 hombres y 54 mujeres.

## Medallistas
El equipo paralímpico japonés obtuvo las siguientes medallas:
| Nombre                                                                 | Deporte                  | Evento                                |
| ---------------------------------------------------------------------- | ------------------------ | ------------------------------------- |
| Oro                                                                    |                          |                                       |
| Wakako Tsuchida                                                        | Atletismo                | 5000 m T54 femenino                   |
| Kazu Hatanaka                                                          | Atletismo                | Maratón T54 femenino                  |
| Toshihiro Takada                                                       | Atletismo                | 400 m T52 masculino                   |
| Toshihiro Takada                                                       | Atletismo                | 5000 m T52 masculino                  |
| Toshihiro Takada                                                       | Atletismo                | Maratón T52 masculino                 |
| Choke Yasuoka                                                          | Atletismo                | 800 m T54 masculino                   |
| Yuichi Takahashi                                                       | Atletismo                | Maratón T11 masculino                 |
| Junichi Kawai                                                          | Natación                 | 50 m libre S11 masculino              |
| Mayumi Narita                                                          | Natación                 | 50 m braza SB3 femenino               |
| Mayumi Narita                                                          | Natación                 | 50 m espalda S4 femenino              |
| Mayumi Narita                                                          | Natación                 | 50 m libre S4 femenino                |
| Mayumi Narita                                                          | Natación                 | 100 m libre S4 femenino               |
| Mayumi Narita                                                          | Natación                 | 200 m libre S4 femenino               |
| Mayumi Narita                                                          | Natación                 | 150 m estilos SM4 femenino            |
| Takako Fujita Noriko Kajiwara Mayumi Narita Erika Nara                 | Natación                 | 4 × 50 m libre (20 ptos.) femenino    |
| Shingo Kunieda Satoshi Saida                                           | Tenis en silla de ruedas | Dobles masculino                      |
| Satoshi Fujimoto                                                       | Yudo                     | –66 kg masculino                      |
| Plata                                                                  |                          |                                       |
| Wakako Tsuchida                                                        | Atletismo                | Maratón T54 femenino                  |
| Kyoko Sato                                                             | Atletismo                | Disco F32-34/51-53 femenino           |
| Toshie Oi                                                              | Atletismo                | Disco F53 masculino                   |
| Choke Yasuoka                                                          | Atletismo                | 400 m T54 masculino                   |
| Shigeo Yoshihara                                                       | Ciclismo en pista        | Velocidad tándem B1-3 masculino       |
| Rina Akiyama                                                           | Natación                 | 100 m espalda S11 femenino            |
| Yuji Hanada                                                            | Natación                 | 50 m libre S4 masculino               |
| Yuji Hanada                                                            | Natación                 | 100 m libre S4 masculino              |
| Junichi Kawai                                                          | Natación                 | 100 m libre S11 masculino             |
| Junichi Kawai                                                          | Natación                 | 100 m mariposa S11 masculino          |
| Yuji Hanada Takayuki Suzuki Daisuke Maeda Daisuke Ejima                | Natación                 | 4 × 50 m estilos (20 ptos.) masculino |
| Naomi Isozaki                                                          | Tiro con arco            | Individual W1/W2 femenino             |
| Koichi Minami Kimimasa Onodera Shinji Sakodo                           | Tiro con arco            | Equipo clase abierta masculino        |
| Makoto Hirose                                                          | Yudo                     | –60 kg masculino                      |
| Yuji Kato                                                              | Yudo                     | –81 kg masculino                      |
| Bronce                                                                 |                          |                                       |
| Yuki Kato                                                              | Atletismo                | 100 m T36 femenino                    |
| Noriko Arai                                                            | Atletismo                | 200 m T34 femenino                    |
| Eriko Kikuchi                                                          | Atletismo                | 200 m T36 femenino                    |
| Jun Hiromichi                                                          | Atletismo                | 800 m T53 masculino                   |
| Toshihiro Takada                                                       | Atletismo                | 1500 m T52 masculino                  |
| Mineho Ozaki                                                           | Atletismo                | Jabalina F11 masculino                |
| Susumu Kangawa Yoshifumi Nagao Masazumi Soejima Choke Yasuoka          | Atletismo                | 4 × 400 m T53-54 masculino            |
| Mutsuhiko Ogawa                                                        | Ciclismo en ruta         | Ruta triciclo CP 1/2 masculino        |
| Mieko Asai Masae Komiya Eriko Kumakawa Yuka Naoi Yuki Naoi Madoka Sano | Golbol                   | Torneo femenino                       |
| Erika Nara                                                             | Natación                 | 50 m libre S6 femenino                |
| Erika Nara                                                             | Natación                 | 100 m libre S6 femenino               |
| Takako Fujita Noriko Kajiwara Mayumi Narita Erika Nara                 | Natación                 | 4 × 50 m estilos (20 ptos.) femenino  |
| Hiroshi Karube                                                         | Natación                 | 50 m braza SB3 masculino              |
| Tomotaro Nakamura                                                      | Natación                 | 100 m braza SB7 masculino             |
| Junichi Kawai                                                          | Natación                 | 100 m espalda S11 masculino           |
| Yoshikazu Sakai                                                        | Natación                 | 100 m espalda S12 masculino           |
| Yuji Hanada                                                            | Natación                 | 200 m libre S4 masculino              |
| Junichi Kawai Kosei Egawa Yoshikazu Sakai Shusaku Sugiuchi             | Natación                 | 4 × 100 m libre (49 ptos.) masculino  |
| Nako Hirasawa                                                          | Tiro con arco            | Individual W1/W2 femenino             |
| Keiji Amakawa                                                          | Yudo                     | +100 kg masculino                     |